# Xã Leighton, Michigan
Xã Leighton (tiếng Anh: Leighton Township) là một xã thuộc quận Allegan, tiểu bang Michigan, Hoa Kỳ. Năm 2010, dân số của xã này là 4.934 người.